# Felix Klein (Diplomat)

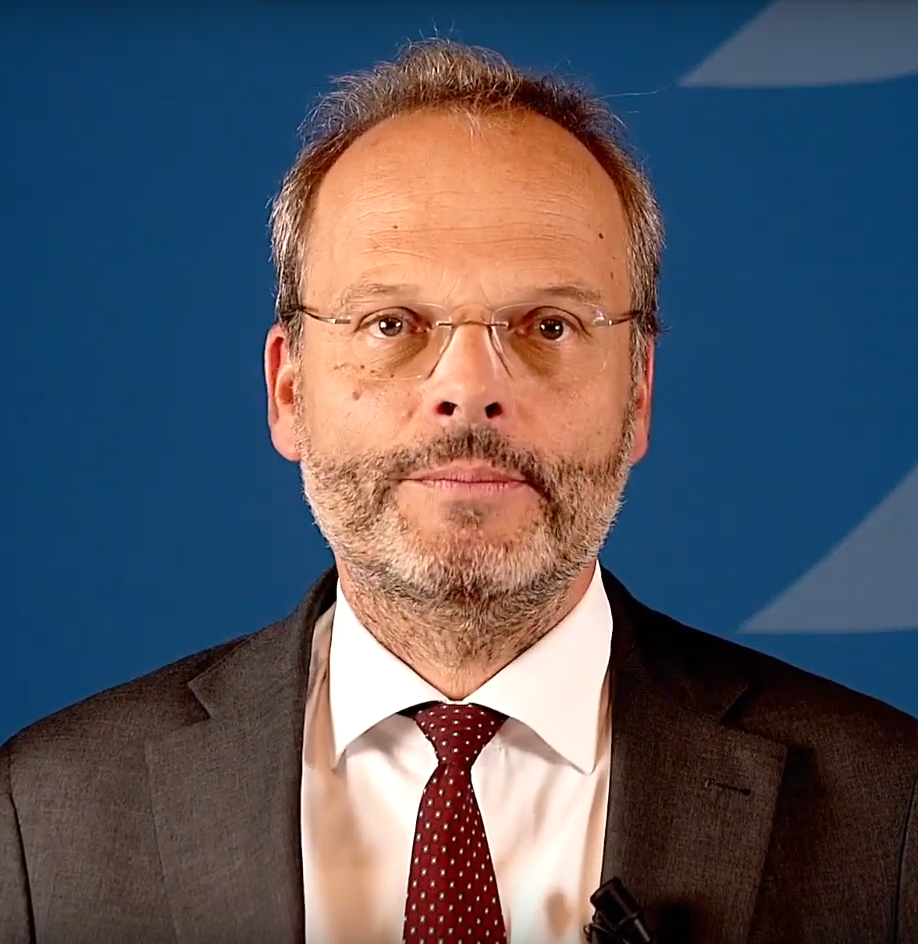
Felix Klein, 2022

Felix Klein (* 25. Januar 1968 in Darmstadt) ist ein deutscher Jurist und Diplomat. Er ist auf Völkerrecht spezialisiert und seit 2018 Beauftragter der Bundesregierung für jüdisches Leben in Deutschland und den Kampf gegen Antisemitismus.

## Leben
Klein entstammt einer Familie von Siebenbürger Sachsen aus Sibiu (Hermannstadt). Zu seinen Vorfahren gehören evangelische Pfarrer. Sein Onkel Christoph Klein war bis 2010 Bischof der Evangelischen Kirche A.B. in Rumänien. Felix Kleins Vater, Hans Klein, in den 1950er Jahren Geiger im Philharmonischen Orchester in Hermannstadt, siedelte 1956 nach Deutschland über und lebte mit seiner Familie seit 1967 in Darmstadt. Zu seiner Verwandtschaft gehören der Journalist Fritz Klein und der Historiker Fritz Klein junior.
Felix Klein besuchte das United World College in Duino bei Triest. Er fügte seinem von 1987 bis 1992 absolvierten Studium der Rechtswissenschaften an der Albert-Ludwigs-Universität Freiburg und der Freien Universität Berlin ein Masterstudium an der London School of Economics an. Absolvierte von 1994 bis 1996 in Bonn die Ausbildung für den höheren Auswärtigen Dienst an der Aus- und Fortbildungsstätte des Auswärtigen Amtes („Diplomatenschule“). 2001 promovierte er mit der Arbeit „Eherecht und Ehewirklichkeit in Kamerun“ an der Universität St. Gallen zum Dr. iur. Neben Deutsch spricht er Französisch, Englisch, Italienisch und Spanisch.
Er begann seine Karriere im Auswärtigen Amt in Bonn als Referent für die Beziehungen zu den südamerikanischen Ländern Peru, Bolivien und Ecuador. War anschließend auf Auslandsstationen als Rechts- und Konsularreferent in Jaunde/Kamerun sowie als stellvertretender Generalkonsul in Mailand tätig. Seit 2007 arbeitete er selbst im Außenministerium: Referent im Personalreferat höherer Dienst im Auswärtigen Amt in Berlin, Stellvertretender Generalkonsul und Referent für Kultur und Wirtschaft am Deutschen Generalkonsulat in Mailand, Stellvertretender Leiter des Südosteuropareferats im Auswärtigen Amt, Persönlicher Referent und Leiter des Büros des Staatssekretärs des Auswärtigen Amtes Peter Ammon und zuletzt Leiter des Personalreferats höherer Dienst im Auswärtigen Amt.
Ab März 2014 war Klein Sonderbeauftragter für Beziehungen zu jüdischen Organisationen und Antisemitismusfragen im Auswärtigen Amt. Im April 2017 kamen Experten und Politiker zu dem Schluss, dass es der Bevölkerung an Einsicht in das Problem des Antisemitismus fehle. Als im Januar 2018 die Einführung der Position eines Antisemitismus-Beauftragten  verabschiedet wurde, schlug der Zentralrat der Juden in Deutschland Klein vor. Sein Amt ist im Bundesinnenministerium angesiedelt. Klein will dazu beitragen, dass die Probleme des Antisemitismus deutlich sichtbarer werden. Er ist seit Mai 2018 im Amt.
Seit August 2020 betreibt er als Antisemitismus-Beauftragter eine eigene Website.

## Positionen und Kontroversen

### Kritik Kleins an Achille Mbembes geplantem Auftritt bei der Ruhrtriennale 2020
Der Historiker und Politikwissenschaftler Achille Mbembe war eingeladen worden, mit einer Rede die Ruhrtriennale 2020 zu eröffnen. Klein kritisierte den angekündigten Auftritt. Mbembe habe in seinen Schriften das Existenzrecht Israels infrage gestellt und das Apartheidsystem Südafrikas mit dem Holocaust verglichen. Am 30. April erklärten 37 jüdische israelkritische Wissenschaftler und Künstler ihre Solidarität mit Mbembe und forderten die Abberufung von Klein aus seinem Amt. 700 afrikanische Intellektuelle verteidigten Mbembe gegen die Vorwürfe in einem Brief an Merkel und forderten ebenfalls die Entlassung von Klein. Stefan Reinecke bewertete es als Amtsmissbrauch, dass Klein als nichtjüdischer Deutscher „fahrlässig Juden mit dem Antisemitismus-Label“ versehe.
Zwölf jüdische oder zivilgesellschaftliche Organisationen in Deutschland reagierten auf die Kritik am Bundesbeauftragten. In einem offenen Brief an Bundesinnenminister Horst Seehofer sprachen sich u. a. die Jüdische Gemeinde zu Berlin, der jüdische Sportverband Makkabi Deutschland und die Amadeu Antonio Stiftung für den Verbleib von Felix Klein als Beauftragten der Bundesregierung aus. Auch Josef Schuster, der Präsident des Zentralrats der Juden in Deutschland, wies die Vorwürfe gegen Felix Klein als „ungerechtfertigt und inakzeptabel“ zurück. Der Präsident der Konferenz der Europäischen Rabbiner (CER), Oberrabbiner Pinchas Goldschmidt, erklärte, die Debatten gingen „am wirklichen Problem“ vorbei. Damit werde Antisemiten nicht nur Vorschub geleistet, sondern „in fataler Weise“ ignoriert, in welcher schwierigen Situation Europas Juden derzeit seien.

### Islamischer Antisemitismus
Im Mai 2022 erklärte Klein, es dürfe keine falsche Scheu bestehen, islamischen Antisemitismus zu benennen und zu thematisieren. Zu dem 2018 erschienenen Buch Der islamische Antisemitismus von Yehuda Bauer schrieb er das Vorwort. Im November 2023 stellte Klein klar, dass die große Mehrheit der Muslime in Deutschland nicht antisemitisch eingestellt sei; allerdings zeige eine 2021 veröffentlichte Studie im Auftrag des American Jewish Committee, dass Antisemitismus häufiger unter Muslimen verbreitet sei, die regelmäßig in die Moschee gingen.

### Apartheid-Vorwurf gegenüber Israel
Im August 2023 erklärte Klein unter Bezug auf eine Einschätzung von Muriel Asseburg, dass Vorwürfe, Israel sei ein Apartheidstaat, antisemitisch sind, da der Apartheidsvorwurf den jüdischen Staat delegitimiere. Dem widersprachen die israelischen Historiker Omer Bartov und Amos Goldberg: Letzterer fragte rhetorisch, ob Klein tatsächlich anerkannten Holocaustforschern wie Bartov, Dan Diner, Saul Friedländer, Shulamit Volkov, Avishai Margalit oder Yfaat Weiss, die alle eine Petition mit dem Apartheid-Vorwurf unterschrieben hatten, unterstellen wolle, Israel zu delegitimieren und Antisemiten zu sein. Der Völkerrechtler Matthias Goldmann kontrastierte Kleins Bewertung mit der des Internationalen Gerichtshofes, dessen im Juli 2024 veröffentlichtes Gutachten zu den rechtlichen Folgen von Israels Besatzungspolitik die Apartheid-Frage offenließ, jedoch eine Lesart erlaubte, nach der Apartheid vorliege.

### Äußerung über Trumps Gaza-Plan (2025)
Im Februar 2025 schlug US-Präsident Donald Trump vor, den Gazastreifen unter US-Kontrolle zu bringen und alle Palästinenser zwangsweise umzusiedeln. Der Vorschlag stieß international auf Empörung. Klein bezeichnete Trumps Idee als „grundsätzlich positiv“, diese sei in einigen Medienberichten „übertrieben“ dargestellt worden. Der US-Präsident habe nicht von einer „Vertreibung“, sondern von einer „Umsiedlung“ gesprochen, während der Gazastreifen neu aufgebaut wird, und äußerte als Vergleich: „Während Sie Ihr Haus renovieren, schlafen Sie schließlich auch nicht darin“. Das Bundesinnenministerium distanzierte sich daraufhin von seinen Aussagen. Janine Wissler (Die Linke) bewertete die Unterstützung von Trumps völkerrechtswidrigen Plänen als „unerträglich“ und ergänzte: „Hier wird nicht renoviert, Zehntausende sind tot“.

### Antisemitismus-Konferenz in Jerusalem 2025
Klein war vom israelischen Diaspora-Ministerium zu einer „Internationalen Konferenz zur Bekämpfung des Antisemitismus“ in Jerusalem im März 2025 eingeladen. Als er erfuhr, dass dazu auch rechtsradikale Politiker aus anderen Ländern eingeladen waren (darunter Jordan Bardella vom Rassemblement National, Hermann Tertsch von Vox, Charlie Weimers von den Schwedendemokraten, Marion Maréchal, die Enkeltochter von Jean-Marie Le Pen, des Gründers des Front national, und Kinga Gál von Fidesz), sagte er seine Teilnahme ab.

## Auszeichnungen
- 2024: Moshe-Rosen-Preis der Europäischen Rabbinerkonferenz[31][32]

## Privates
Felix Klein ist in zweiter Ehe mit der Schauspielerin Magdalene Artelt verheiratet und ist Vater von drei Töchtern.